# H&K HK416
H&K HK416（Heckler-und-koch HK416）（HKM4）は、独ヘッケラー&コッホ社（H&K社）が開発したカービンタイプのアサルトライフルである。
計画時の名称から“エンハンスド・カービン（Enhanced Carbine）”とも呼ばれる。

## 概要

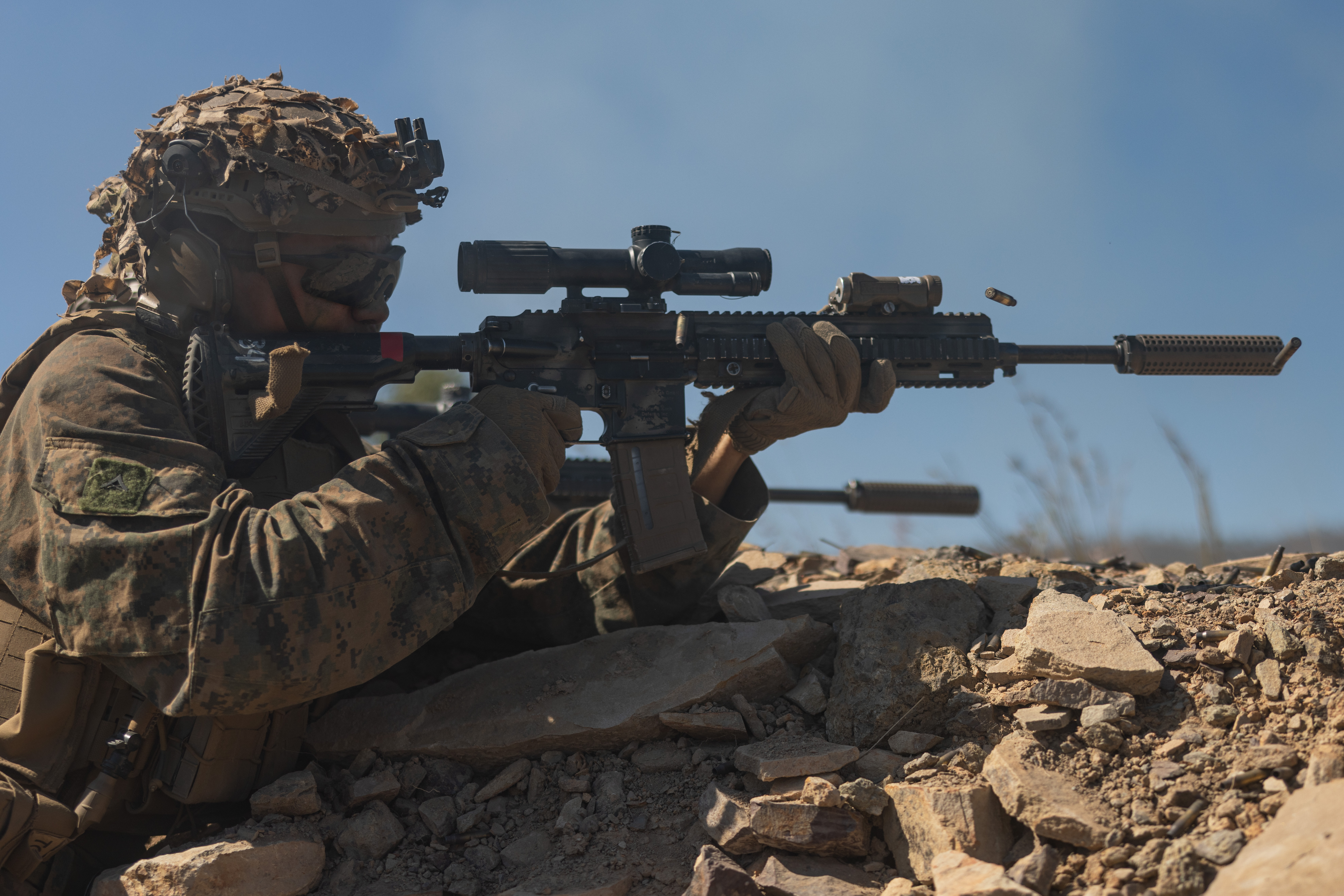
M27 IARを構えるアメリカ海兵隊員

アメリカ陸軍が、H&K社にM4カービンの改修を依頼して開発された物で独自改良版である。
当初開発されたモデルにはHKM4の名称が付けられたが、M4カービンの製造元であるコルト・ファイヤーアームズより抗議を受けたため、2005年にはHK416と改称されている。
銃身の長さに応じて複数のバリエーションが存在している他、本銃の発展型として7.62x51mm NATO弾仕様としたH&K HK417が開発されている。半自動射撃機能のみとした民間向け型も開発・販売されており、使用弾薬を.22LR（22口径ロングライフル弾）としたスポーターモデルもライセンスを所得した別会社により開発されて販売されている。
ドイツのH&K本社で生産されている他、H&Kのアメリカ現地法人であるH&K Defence USA社によっても生産・販売されており、同社が生産、納入/販売しているものにはHK416Dの名称が付けられている。

## 開発
2001年、H&K社がイギリス軍のL85A1の近代改修を請け負った際の実績を評価し、アメリカ陸軍もM4の改修をH&K社に依頼した。
M4はM16自動小銃の特性を引き継いだ優秀な自動火器ではあったものの、
- 光学照準器を始めとする様々なオプション装備に十分に対応していない
- 過酷な使用状況での信頼性に問題がある

との不満も多かったためである。特に、特殊部隊用途としては将兵の評価は必ずしも高くなく、それらの部隊ではM4以外の様々なAR-15系列の自動小銃を「試験用途」の名目で使用している状況でもあり、装備の統一が求められていることも、M4の改修型が求められた要因であった。

これに加え、H&K社ではアメリカ軍次期制式アサルトライフルとして同社のG36を基にしたXM8を提案しており、M4改修型の開発と納入にはXM8の本格導入までの暫定装備としての位置を念頭に置いていた。「M16/M4と操作は基本的に同じであるため新たな銃器教育体系の必要がなく、性能面ではXM8と同等である」という存在を用意することで、制式小銃をXM8に切り替える際の“ストップギャップ（stop-gap：「穴埋め」「中繋ぎ」の意）”として、XM8と併せて大規模な導入が見込める、と考えていたためである。
これらの事情を踏まえ、アメリカ陸軍特殊部隊“デルタフォース”の元隊員である、ラリー・ヴィッカーズ（Larry・Vickers）を監修に迎え、2002年よりアメリカ特殊作戦軍（USSOCOM）と共同で“エンハンスド・カービン（Enhanced Carbin：“Enhanced”とは「強化」「改良」の意）”計画の一つとして開発が進められた。
2004年2月に発表された最初のモデルにはHKM4の名称が付けられた。試験運用の結果は好評であったが、M4カービンの製造元であるコルト社より「商標権を侵害している」との抗議を受け、訴訟に発展したために、部分改良を施された後に2005年2月にはHK416と改称されて改めて発表され、以後はこれが正式な製品名となった。
運用試験と実戦での試験運用の結果、「重心が前に偏っているために構え辛い」との意見が多数出されたことから、銃身部を7オンス（約198.5グラム）軽量化する改良が行われ、その後は「依然として重心偏重の問題は残されている」とされながらも「M4カービンに比べて高い信頼性と耐久性を持つ」として使用部隊の将兵には好評を得たが、XM8の導入計画がキャンセルされた上、M4カービンの改良計画も、暫定的な結論ながら「M4には全面的に改修しなければならないほどの問題はなく、予算的にもその必要性は低い」とされたため、アメリカ軍ではHK416の導入は海兵隊と特殊部隊向けに留まり、他の軍種への大規模な採用は行われなかった。
アフガニスタン・イラク戦争の結果、5.56mm弾とそれを使用するアサルトライフルでは射程と威力に劣る状況が多発した、という戦訓から7.62mm弾を使用する自動小銃（バトルライフル）の存在が見直されたことを受けて、口径を7.62mmNATO弾対応とした拡大型の「HK417」も開発されたが、こちらもアメリカ軍への大規模な納入は行われていない。
アメリカ軍への採用が「国産品ではない」という点から阻害されることと、武器の輸出入に関する国際的規制の手続きが販路拡大の障害になることから、H&K社はアメリカ政府及びアメリカ国内に納入・販売するものについてはアメリカでの現地生産を行う方針に切り替え、2007年に銃器部品の製造会社であるウィルコックス・インダストリーズ（wilcoX industries）と提携、HK416のアメリカ市場向け民間モデルであるMR556より国内生産を開始し、アメリカ現地法人の販売モデルであるHK416Dについても順次国内生産に切り替えられている。
HK416は運用試験の結果を受けて細かな仕様の改良・改修が段階的に繰り返されており、特に、ノルウェー軍が制式採用するにあたり独自に発注した仕様(HK416N)がその後のモデルにも採り入れられている。2012年にはM4カービンの全面更新用たる米軍次期カービン計画（ICC：Individual Carbine Competition）に応募するために、HK417の派生型である「G28」の特徴を採り入れた改良型の「HK416A5」が開発されているが、この計画も「M4に全面的に更新しなければならないほどの問題はなく、予算的にも困難が多い」として中止された。
HK416A5にも生産時期により細かな仕様の変更が行われており、H&K社では今後も改良を続けていくとしている。

## 運用
HK416はH&K社によってアメリカ軍を始めとしたAR-15系列の自動火器、時にM16アサルトライフルもしくはM4カービンを装備する軍隊や法執行機関に積極的な売り込みが行われたが、原型のHKM4開発時の軋轢からM4を製造・販売しているコルト社系列の販売網に参入することができず、またM4に比べて高価なことから、使用国そのものは多いものの、主に軍隊や警察組織の特殊部隊が用いるアサルトライフルもしくはカービンとして運用されているものが大半といった状態が続いていた。しかし2010年代に入り、軍の制式装備として採用される例が徐々に見られる様になっている。
本銃のそもそもの発注元であったアメリカ軍では2004年から2005年にかけてHKM4/HK416を試験運用し、2007年よりHK416の正式発注を開始した。最初に納入された部隊はアメリカ陸軍第1特殊部隊デルタ作戦分遣隊であり、HK416 D10RSのアッパーアセンブリ、84セットが既存のM4カービンの近代化改修キットとして納入されている。その後もアメリカ軍向けの納入は特殊部隊向けに限られていたが、2010年には海兵隊に分隊支援火器型がM27 IAR（Infantry Automatic Rifle）として採用されている。
特殊部隊の用いる銃器としてはアメリカ軍を始めとして世界各国で採用されており、特に、アメリカ海軍の特殊部隊であるDEVGRU（旧Navy_SEALsチーム6）所属の隊員が、2011年5月2日に行われた「Operation Neptune Spear」（ウサーマ・ビン・ラーディン襲撃作戦）の際に、HK417と共に本銃を運用していたという情報が海外のミリタリー系サイトで話題となり、本銃の知名度を一挙に広めた。
正規軍による制式採用の動向は、以下の通りである。
トルコ軍は、まず8,000丁を導入し、更にトルコのMKE社がライセンス生産したものを「Mehmetcik-1」という名称で軍の次期制式小銃とするという計画を発表し、2010年にG3及びHK33からの置き換えを開始する予定であったが、実際にはライセンスの取得には至っておらず、生産を巡って争議となったため、計画は2011年に中止となっている。
ノルウェー軍は、AG-3（H&K G3自動小銃のノルウェー軍向けモデル）に代わるものとしてHK416A2 D16.5RSにノルウェー軍の要求に合わせて仕様変更したモデルをHK416Nとして制式採用し、2010年より89,000丁を導入しており、現時点で制式小銃として最も多数のHK416を導入している。
アメリカ海兵隊は、2010年には分隊支援火器型をM27 IAR（Infantry Automatic Rifle）として採用、また2016年から全小銃手に本銃を分隊支援火器としてではなく、新制式小銃として配備する計画が進んでいる。さらに、3-9倍のスコープを装着しSAM-R(Squad Advanced Marksman Rifle：分隊上級選抜射手ライフル)の後継として配備することが計画され、2017年にはM27 IARにリューポルド社製 Mark 4 MR/T 2.5-8x36mmスコープとナイツアーマメント(KAC)社製 QDSS-NT4 サプレッサーを装着したモデルがM38 SDMR((Squad Designated Marksman Rifle：分隊選抜射手ライフル)として運用が始められた。
ドイツ連邦軍と法執行機関は、2014年にHK416A5を公式に採用し、“G38”の名称を指定した。
フランス軍は、HK416A5をベースに独自の要求に合わせて仕様変更したモデルをHK416Fの名称で、フランス三軍（陸軍、海軍、空軍）の統一正規採用銃とし、2017年より10年かけてFA-MASと入れ替えていく計画になっている。
ルクセンブルク軍は、2023年にHK416A7とHK417A2の採用を決定した。
セミオートのみとした民間向けモデルも、当初は「価格が高い」「AR-15系列に比べて体感反動が大きい」「操作系が左右両用に対応していない」「AR-15系のカービンモデルに比べると重量がある」「AR-15系列用の互換弾倉が使用できない」と言った点から評価が低く、販売開始直後は売上は不振であった。H&K社ではこれらの点を改良したモデルを開発すると共に積極的な広報活動を行って販路の拡大に務め、知名度の向上と共に特に北米市場での人気は高まりつつある。

### 日本における運用
日本においても、海上自衛隊の平成20年度調達予定品目に「研究・評価用弾薬等購入（HK-416用弾薬（フランジブル弾等）」という記載があり、試験的にHK416が納入されていることが確認できる。また、これ以外にもH&K社の日本代理店であるJALUXが海上自衛隊に「特殊小銃」という名称の装備を納入していることが確認できたが、詳細は不明である。
陸上自衛隊でも「特殊小銃」、「特殊小銃（B）」という名称の装備を購入しており、こちらも調達情報にはヘッケラー&コッホ社製と記載されている。
2019年（令和元年）12月6日、防衛省から陸上自衛隊の89式5.56mm小銃の後継小銃が2018年度（平成30年度）予算で参考品として取得していたHK416、SCAR-L小銃（ベルギー・FNハースタル社製）とHOWA5.56（豊和工業製）の3機種の中から、「HOWA5.56（豊和工業製）」が選定されたことが発表された。
2023年（令和5年）5月25日、長野県中野市4人殺害事件発生の際に出動した神奈川県警察SAT隊員がHK416と思われる銃器を携行している映像が放送された。

## 特徴

LWRCのショートストロークピストン式ガス圧作動方式の概念図

HK416（HKM4）は原型のAR-15の特徴であるストーナー方式からショートストロークピストン式への変更、ピカティニー・レールシステムの標準装備、従来のAR-15系列に用いられていたアルミニウム製に替わり若干全長の長くなったスチール製 の弾倉の採用などの変更がなされており、作動の確実性と耐久性の向上を企図している。
特に、ショートストローク化されたガスピストンがロッド経由でボルトを押し戻すため、機関部内には高温で汚れた発射ガスが一切入らず、保守性、耐塵性が向上している。銃身は冷間鍛造技術の採用によって長寿命化され、20,000発以上発射しても銃口初速が衰えず、命中精度が維持できるとされている。また、その頑丈さゆえ、テストでは泥水に漬けた直後でもそのまま正常に動作するという耐久性能を見せている。
なお、2007年秋、メリーランド州のアバディーン性能試験場において、HK416はXM8、FN SCAR、M4とともに、砂塵の多い状況下での試験が行われた。この試験では各銃を10丁ずつ用意し、1丁につき6,000発が射撃された（全体では1種につき60,000発が発射されたことになる）。その結果、HK416は233回の射撃停止障害を記録した。テストに用いられた4種のうち、XM8が最も障害が少なく、障害は116回、重大な障害が11回、FN SCARは223回、M4は最も多い882回の射撃停止障害を起こし、19回は部品の修理を必要とするものであった。

### 構成
HK416の全体的なデザインはM4と同一であり、射撃のための操作、整備のための分解手順もM4とほぼ同一だが、リング型フロントサイトガードやドラム型リアサイトといったH&K社特有の意匠が採用されたほか、弾倉はH&K社独自のものとなっており、マグウェル（弾倉挿入部）形状、エキストラクター（排莢器）などの細部も強化された。
ハンドガードは銃身に接触しない“フリーフローティング式（無接触式）”の取付構造で、上下左右4面にNATO規格STANAG4694またはSTANAG2324及びMIL規格MIL-STD1913に適合するピカティニー・レールを装備した“FFRS（Free Floating Rail System）”とされ、基部にあるねじ1本で固定されている。これによりM203 グレネードランチャーに替わるH&K GLM（AG416）も装着可能である。ただし、レールを介さずバレルに直接装着するグレネードランチャーの装着は不可能となっている。
5.56x45mm NATO弾を使用する他のAR-15系統のライフルとロアレシーバー他の互換性があり、アッパーレシーバーのみを従来のものから丸ごと入れ替えることが可能である。これにより、高い信頼性を持つ機関部やバレル、レールシステムを取り入れながら、従来の各種コントロールやトリガユニットを使用する事も可能である。

### 仕様について
HK416には“-A*”で区分されるサブタイプがあるが、-A5型を除いて通常は型式番号としては明記されない。この他にも明確に区分されていない仕様の差が多くあり、製造時期や仕様から以下のような差異があるが、ユーザーにより独自に仕様変更されていることも多く、製造時期・サブタイプと仕様は必ずしも一致していない。
ハンドガードの長さ
9インチ長のスタンダードタイプと13インチ長のロングタイプの2種がある（ロングタイプは10/11インチバレルモデルには基本的に使用不能である）。
セレクターレバーの左右両面装備
-A3型からほぼ全てアンビ（左右両用）タイプとなる
チャージングハンドルロックボタンのアンビ化
-A4型（MR223A1/556A1）からほぼ全ての製品がアンビ型となり、アッパーレシーバー上部後端のロック用ラッチが左右両面に備えられるようになった。
フロントサイトの形状
ガスブロック、もしくは銃身に装着するサイトベースに装備される折畳式サイトとハンドガード上部レイルに装着する方式のフリップアップサイトが用意されている。
- -A5型からはガスレギュレーターの装備のため、折畳式サイトは銃身のサイトベースに装着される方式が標準となる。

銃床及び銃把の形状
HKM4はロットにより異なるAR-15互換のストックとグリップが装備されていたが、HK416からはAR-15互換のもののうち“Bushmaster type”と呼ばれるものに準じたデザインのH&K純正の伸縮式ストックとグリップに統一されている。-A3型よりはストックは上部が左右に張り出した“SOPMOD type”となり、更に-A5よりは“SlimLine type”と呼ばれる上部の張り出しがないものに変更されている。グリップは初期はM4タイプのストレート型であったが、HK416より曲線味の強いものとなり、更に複数のバリエーションが用意されている。

## 各型及び発展型
HKM4（試作型）
試作及び開発モデル。ハンドガードはM4カービンと同じく前後のリングにより固定する方式の、レイルがないタイプものが用いられており、ガスブロック（フロントサイト基部）の上部と左右に短いレイルが装備されている（下部にはM4と同じスリングスイベルと着剣装置が備えられている）。
当初はM4のロアレシーバーにハンドガードを除く新造のアッパーアセンブリを組み合わせて製作された。ハンドガード、グリップ及び銃床はAR-15系列用の様々なものが使われており、固定式の銃床を持つモデルも存在している。

HKM4
初期モデル。排莢口ダストカバーがなく、アッパーレシーバー上のレール装着位置が低い。初期生産型では試作型と同じM4タイプのハンドガードとレイル付きガスブロック仕様になっており、中期以降はナイツアーマメント社のRASに似た4面レイル付きのフリーフロートバレル方式のハンドガードとなっている。
HKM4D
公的機関向けモデル。「D」は“Defense”の略。
H&K社のアメリカ現地子会社であるHeckler and Koch Defense USA社の製品としてアメリカの軍・政府機関に販売・納入されたものに付けられた名称。刻印以外はHKM4と同一である。
HK416
2005年より生産された主力モデル。排莢口にダストカバーが付き、ハンドガードはH&K社オリジナルのFFRS型（後部で一本のネジのみでレシーバーに固定する方式の、上下左右4面にレイルが装備されたもの）に統一された。
HKM4からHK416A2型まではオリジナルのセレクターはアンビタイプ（左右両用型）ではないが、独自にアンビタイプのセレクターに交換されているものが多数見受けられる。
HK416D
公的機関向けモデル。「D」は“Defense”の略。
HK416のうち、H&K社のアメリカ現地子会社であるHeckler and Koch Defense USA社により生産、販売・納入されているものに付けられている名称。刻印以外はHK416と同一である。
ロアレシーバー右面の刻印は「Heckler & Koch GmbH|Made in Germany|Heckler & Koch|Defense Inc.|Sterling VA」（2008年まで）及び「Heckler & Koch GmbH|Made in Germany|Heckler & Koch|Defence Inc.|Ashburn VA」（2008年より）。
H&K Defense USA社がアメリカで生産したものは「Heckler & Koch GmbH|Made in Germany」の部分が省かれており、刻印は「Heckler & Koch｜Defence Inc.｜Ashburn VA」のみとなっている。
- 「HK416D」と呼称されている場合、後述のUmarex社製.22口径レプリカモデルである「H&K 416 .22 LR」を指していることがあるため、注意が必要である。

HK416SF
HK416Dの販売網にて、全自動火器の装備を認められない法的執行機関向けにセミオートのみの「SF」（“SF”とはSingle Fire.の略）モデルが少数生産されて導入された、とされており、セレクターにフルオートの位置のないロアレシーバーを持つモデルの写真が存在する。

MR223/556の発売以降は、全自動射撃機能を必要としない公的機関にはそれらが供給されており、HK416Dのセミオートのみのモデルは確認されていない。
サブタイプ
これらサブタイプ名称は公式のモデル区分には通常は用いられておらず、“サブタイプ名称”というよりは“細かな仕様の名称”に近い。後述のHK416A5以外は単に「HK416」とのみ表記されることが通例である。
また、HKM4/HK416の各型はフルセットだけではなくアッパーレシーバーとそれに組み込まれた銃身及び作動機構、そしてハンドガード（HK416）がセットになったコンバージョンキットの状態でSOPMOD（Special Operations Peculiar Modification：特殊作戦用装備）として供給され、既存のM4カービンを始めとしたAR-15系列の銃と結合させて用いられており、「上半分だけがHKM4/HK416」という特殊なモデルが多数存在している。これらは言わば使用部隊や隊員による「ワンオフモデル」のため、派生型として正確に把握することは困難である。
HK416A1
改良型。フロントヘビーであるとの評価に対応するために銃身部を軽量化し、ファイアリングピンセイフティが装備された。
HK416A2
“OTB（Over The Beach：上陸作戦の意）モデル”と呼ばれる、-A1型に水際での使用に対応した改修を施した改良型。バッファチューブとボルトキャリアに水抜き穴があり、機関部内に水が侵入した場合に素早く排水できるようになっている。
上記の特徴に加え、銃身基部に僅かな突起が設けられており、銃身内に水が入ったまま発砲した場合に規定値以上の腔圧が加わることによる作動不良と破損に備えている。
HK416A3
-A2型を基にノルウェー軍の要求に合わせて開発されたモデル（HK416N）の仕様を取り入れた改良型。コッキングしていない状態でもセレクターをセイフティ位置にできることが最大の変更点となる。-N型にあったガスレギュレーターは採用されていない。
HK416A4
-A3型のトリガーシステムをMR556に採用された2段階式のものに変更した改良型。
銃身長によるモデル分類(サブタイプA4まで)
D10RS
10.4インチ銃身モデルの製品名。H&K社による製品通称は“Compact Model”。
D14.5RS
14.5インチ銃身モデルの製品名。H&K社による製品通称は“Carbine Model”。
D16.5RS
16.5インチ銃身モデルの製品名。H&K社による製品通称は“AssaultRifle Model”。
D20RS
20インチ銃身モデルの製品名。H&K社による製品通称は“Fullsized Rifle Model”。
HK416A5
2012年に行われた米軍次期カービン計画（ICC：Individual Carbine Competition）に応募するために開発された全面改修型。-A4型を基にG28マークスマンライフルの特徴を取り入れて改修されたモデル。
ガスブロック先端にガスレギュレーターが装備され、ハンドガードの固定用ネジは独自規格のものから一般的なものに変更されている。ロアレシーバーはセレクター、マガジンキャッチ及びボルトリリースが全てアンビタイプとなった。ボルトキャッチはボタンが大型のものとなり、周囲にL字型のガードが追加されている。トリガーガードは手袋を填めていても引き金を引きやすいように下方に湾曲した形状のものに変更された。弾倉装着部がM4カービンに準拠したものになった他、弾倉は同社のHK417やG36同様に、半透明プラスチック製の弾丸が見えるタイプのものがラインナップに加えられている。本体色のバリエーションとしてタンに似たRAL-8000(英名:green brown)と呼ばれる色が追加された。
なお、HK416A5からは、銃身長により「- @@"」（@@には銃身長のインチ数が入る）の名称が付けられるだけとなり、銃身長によるモデル分類は基本的になされていない。
- 11"
コンパクトモデル。11インチ（279 mm）銃身を装備。
- 14.5"
カービンモデル。14.5インチ（368 mm）銃身を装備。
- 16.5"
アサルトライフルモデル。16.5インチ（419.1 mm）銃身を装備。
- 20"
フルサイズライフルモデル。20インチ（508 mm）銃身装備。銃身長に合わせ、ハンドガードは従来のロングタイプよりさらに長いものが用意されている。
G38
ドイツ連邦軍は2014年にはHK416A5- 16.5"を公式に採用し、“G38”の名称を指定した。また、14.5インチバレル型が“G38K”、11インチバレル型が“G38C”としてドイツ連邦共和国の政府機関に採用された。
G95
ドイツ連邦軍のKSKおよびKSM向けに開発されたA5の改良モデルでHK416A7とも呼ばれる。安全装置を45度回転に変更した他、ピカティニー・レール・システムよりも軽量なHKeyModレール・システムを採用している。
G95A1
2021年3月、ドイツ連邦国防省がG36に代わるドイツ軍の標準小銃として発表したG95の改良モデルでHK416A8とも呼ばれる。ストックの高さ調節可能なショルダーサポート、より急なグリップ角度、重量を減らすための短いハンドガード等変更点がある。

### 派生型

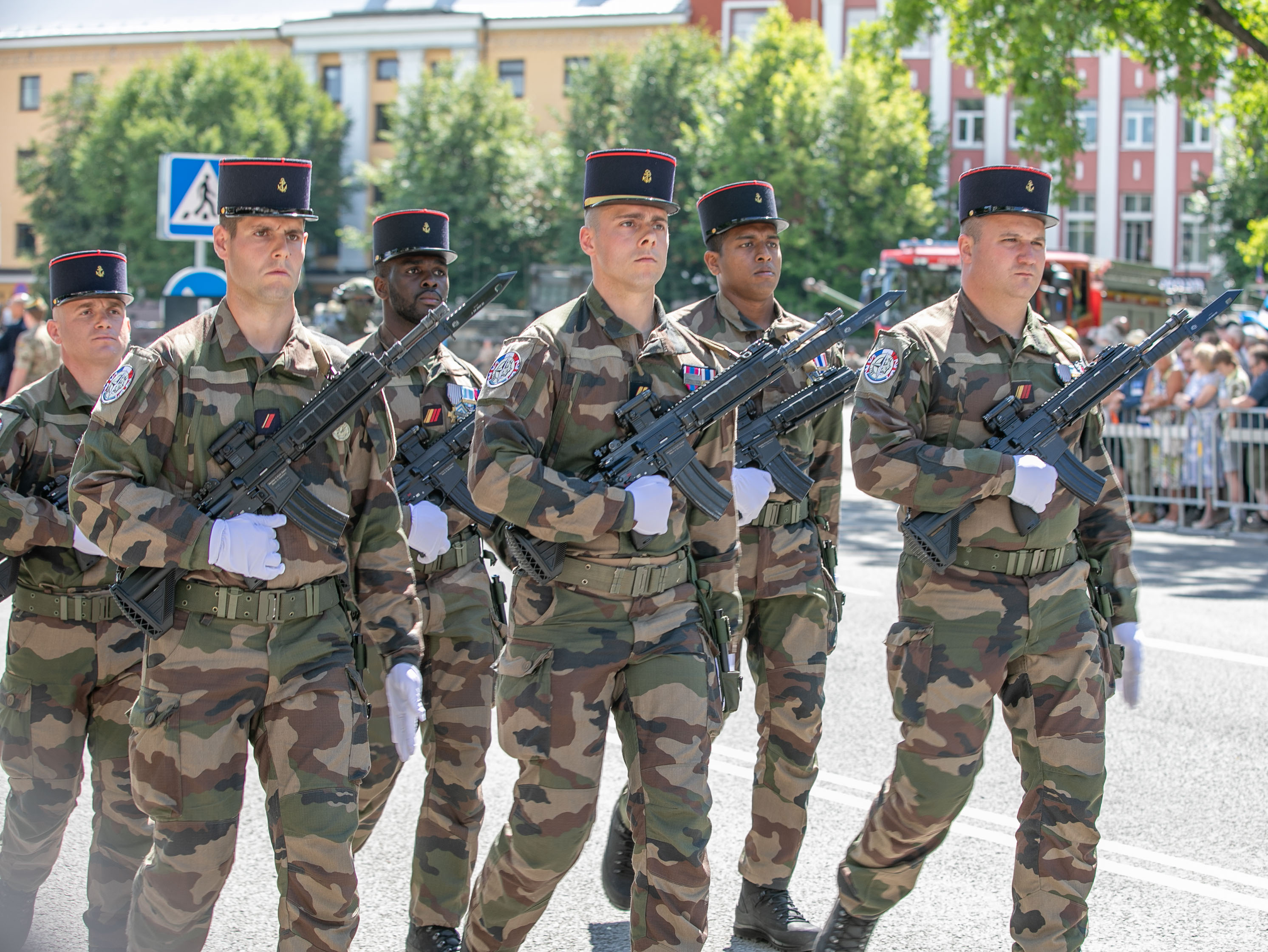
着剣した状態のHK416F-S

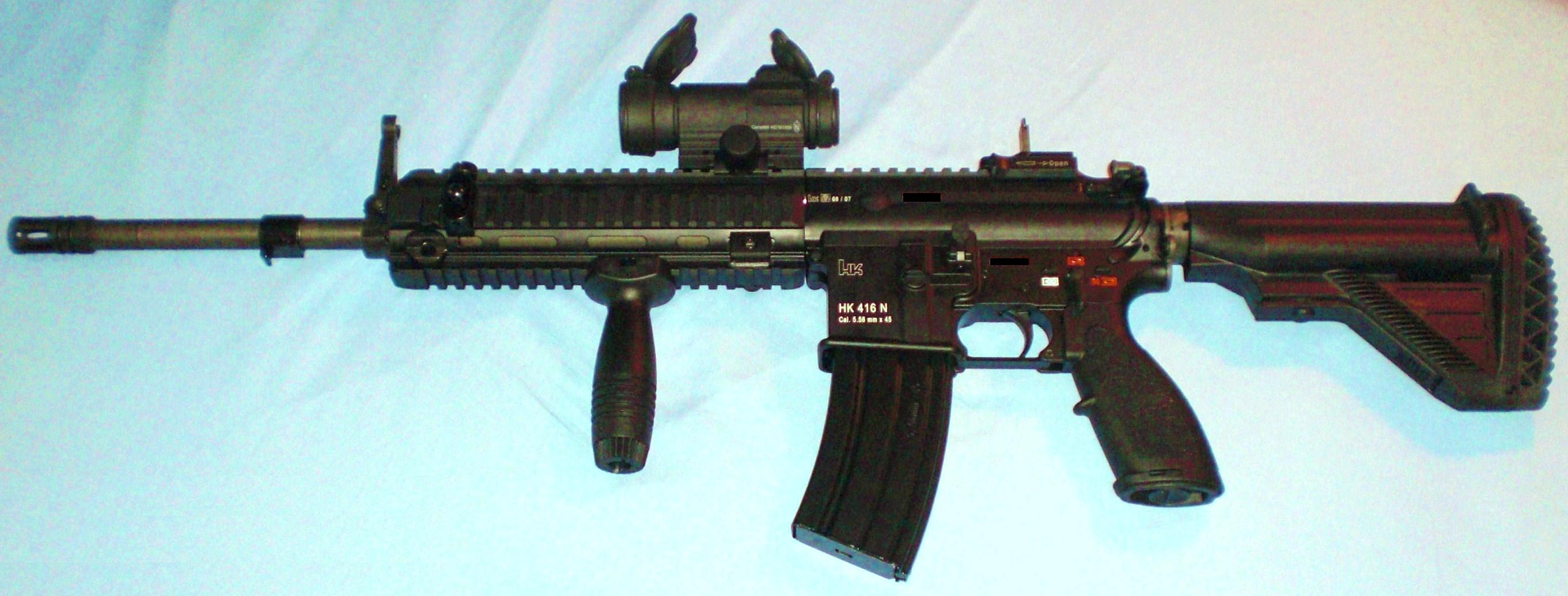
HK416N

HK416C
「C」は“sub-Compact”の略。2009年に発表された、銃身長を8.9インチまで短縮したショートカービンモデル。
ハンドガードを8.9インチ銃身に対応した短寸型とし、ストックは“Troy type”と呼ばれるH&K MP5A1/A3に似たワイヤー伸縮ストックに、フラッシュハイダーはバードケージ型から先割れ型に変更された。
当初は公的機関向けに“HK416 PDW”または“HK416K”（「K」は“Kurz”（ドイツ語で“短い”の意）の名称で企画され、アメリカ陸軍特殊部隊とイギリス軍特殊部隊本部（UKSF）の依頼により本格的に開発された。
HK416F
「F」は”Française”の略。A5をベースにフランス軍の要求に合わせて仕様変更されており、前後の照準器と銃剣装着部（バヨネットラグ）の形状が変更されている。
RAL-8000が基本の-A5と異なり、基本カラーは黒となっているが、一部はRAL-8000仕様になる予定である。
フランス三軍（陸軍、海軍、空軍）の統一正規採用銃となり、2017年より10年かけてFA-MASと入れ替えていく計画になっている。
HK416F Standard
14.5インチバレルモデル。総数の3割がFELIN(次世代歩兵用統合装備)を組み込む予定。
HK416F Court
11インチバレルモデル。
HK416N
「N」は“Norge”の略。ノルウェー軍の要求に応わせ仕様変更されたモデル。
HK416A2 D16.5RSから銃身の浸水対応機能を省いたものに、安全装置の機構の変更、規制子（ガスレギュレーター）の装備などの改修を加えたもの。独自の着剣装置が銃身に装着されており、規制子切り替えノブはハンドガード前端部右側面にある。
- 一部仕様はノルウェー軍向け納入分以外のモデルにも取り入れられて標準仕様化され、HK416A3となった。

HK416K
「K」は“Kort”の略（ノルウェー語で「短い」の意）。HK416Nの10インチ銃身モデル。
M27 IAR
アメリカ海兵隊がM249軽機関銃の後継として採用した分隊支援火器型。16.5インチのヘビーバレルを持ち、アメリカ軍規格の着剣装置が追加された。

M38 SDMR
M27に狙撃用スコープとサプレッサーを装着したマークスマン・ライフル（選抜射手ライフル）仕様。
HK337
使用弾を.300 AAC Blackout弾にしたもの、銃身長を9インチまで短縮したショートカービンモデルがリリースされている。
H&K HK417
使用弾薬を7.62x51mm NATO弾とした大口径モデル。HK416同様、銃身の長さが異なる製品（12インチ、16/16.5インチ、20インチモデル）が存在する。

### MR556/MR223
2007年10月に公表され、2008年3月に正式に発表された、セミオートのみとした民間市場向けモデル。MR556はアメリカ市場向け、MR223はヨーロッパ・カナダ市場向けモデルの名称で、MR556はH&K社のアメリカ現地法人であるH&K Defence USA社によって生産・販売されている。
作動機構及びセレクターがセミオートのみのものに変更されている他はHK416 D16.5RSと基本的に同一だが、ロアレシーバーを交換することによりフルオートモデルに改造されることを防ぐため、AR-15互換のレシーバーが装着できない設計に変更されている。MR223はレシーバー交換の不可能化に加え、フラッシュハイダーを外してもオリジナル以外のものには交換することができない仕様になっており、サプレッサー（サイレンサー）が装着出来ない構造になっている。弾倉は最大10発装弾のボックスタイプと20発用のバナナタイプが用意されている。
基本的には民間市場向けのモデルだが、フルオート機能を必要としない、もしくはフルオート機能を持つ火器の装備に制約のある警察組織や法執行機関にも採用されて装備されている。
MR556（MR223）
最初に発売されたモデル。HK416A4を基本にしているが、発表・販売は当モデルの方が先行して行われた。フロントサイトはハンドガード前部上端に装備する固定式サイトが標準仕様とされている。
ロアレシーバー右面の刻印はMR556が「Heckler & Koch Inc.|Colombus GA」、MR223が「HKSidearms GmbH|Made in Germany」。
MR556A1
2011年に発表された、セレクターをアンビ（左右両用）タイプを標準化し、レシーバーを交換可能な設計に変更してAR-15互換のロアレシーバーを装着できるようにした改良モデル。ハンドガードの固定用ねじが一般規格のねじに変更された。
レシーバーの仕様変更に伴い、既存のAR-15系列のロアレシーバーと組み合わせることのできるアッパーレシーバーコンバージョンキット（アッパレシーバー、銃身及び機関部がセットになったもの）も発売されている。
ロアレシーバー右面の刻印は「Heckler & Koch Inc.|Colombus GA」。
2015年からはオプションにハンドガードはModular Rail System (MRS)、HKeyと同規格のものとした新型が登場している。アッパーレシーバーコンバージョンキットも同様である。
MR223A1
MR556A1のヨーロッパ市場向けモデル。基本的にMR556A1と同様だが、フラッシュハイダーを外してもオリジナル以外のものには交換することができない構造となっている。
- MR556と異なり、MR223はロアレシーバー右面の刻印がないものが標準である。

MR223A2
銃口にフラッシュハイダーがなく、サプレッサーやハイダーを装着するためのネジが切られていないストレートマズルモデル。ドイツの新たな銃規制に対応するためのモデルとして発表されたが、実際には発売されなかった。
MR223A3
HK416A5からフルオート機能とガスレギュレーターを省いた、-A5型の民間向けモデル。ハンドガードの固定用ねじが一般規格に変更され、セレクター他の操作系が完全なアンビタイプとなり、ボルトキャッチのボタンが大型化され周囲にL字型のガードが追加されている。トリガーガードが下方に湾曲した形状のものに変更され、弾倉装着部がAR-15系列互換弾倉対応となった。本体色にはRAL-8000が追加されている。
MR223と同じく、ロアレシーバー右面の刻印がないものが標準である。
- なお、MR556A2、及びMR556A3という名称の製品は2014年現在は公式には発表も発売もされていない。

MR556A1-SD
2014年に発表された、MR556A1にModular Rail System (MRS)対応のハンドガード（14インチ及び9インチ長が選択できる）とOSS（Operators Suppressor Systems）社製モジュラー式サプレッサーを装備したモデル。
ロアレシーバー右面の刻印は「Heckler & Koch Inc.|Colombus GA」。

MR556A1 Competition Model
2014に発表され、2015年に発売された、MR556A1に社外品のオプションパーツを装着したオフィシャルカスタムモデル。
ハンドガードをModular Rail System (MRS)対応の14インチ長のものとし、マグプル社製のスケルトン型伸縮式銃床を装備、マズルコンペンセイターにはOSS社製のヘリカル（螺旋）タイプが装着されている。弾倉はH&K純正の半透明樹脂製30発装弾タイプが標準で付属する。
ロアレシーバー右面の刻印は「Heckler & Koch Inc.|Colombus GA」。

### クローンモデル
MKEK Mehmetcik-1（トルコ語: MKEK Mehmetçik-1）
トルコのMKE（トルコ語: Makina ve Kimya Endüstrisi Kurumu：「機械及び化学工業株式会社」の意）社がライセンス生産したトルコ軍向けモデル。刻印やセレクター等の表示以外はHK416Nと同様である。“Mehmetçik（メフメツィッキ）”とは“トルコ兵”を意味する愛称である。
2010年より導入されてH&K G3およびH&K HK33を置き換える予定であったが、MKE社がライセンスの正式な取得を待たずに生産を開始し、これに対してH&K社が契約を破棄したため、2011年7月には計画が中止された。

後に、MKE社ではHK416/417の設計を基に新たな国産自動小銃である「MKEK MPT（トルコ語: Milli Piyade Tüfeği：国家歩兵小銃）」の計画を進め、7.62x51mm弾仕様の「MPT-76」と並んで5.56x45mm仕様の「MPT-56」を開発し、この2種を主力アサルトライフルとして導入する計画である。

Titan Defence TD-415
アメリカのTitan Defence社が製造したHK416/MR556のクローン（コピー）モデル。アッパーレシーバー、機関部、16.25インチ（41.28 cm）長の銃身及び照準器がセットになったコンバージョンキットとして発売され、ユーザーがAR-15系列のロアレシーバーと組み合わせるものとして販売された。

Coharie Arms CA-415
アメリカのCoharie Arms社が製造したHK416/MR556のクローン（コピー）モデル。弾倉装着部がM4カービンに準拠したものになっており、AR-15互換弾倉に対応していることがオリジナルとの相違点である。銃身長は16.5インチ、弾倉は標準で合成樹脂製のものが付属する。
G5/G13カービン（STC DELTA G5/G13 Carbine）
グルジアのSTCデルタ（STC DELTA（State Military Scientific-Technical Center “Delta”（グルジア語: სსსტც „დელტა“：国立軍事科学技術研究所“デルタ”）が2012年に発表した、M4カービンとHK416を基に開発した国産自動小銃。
後に口径拡大型の開発に伴いG13と改名された。

### Umarex HK416
ドイツのスポーツ銃メーカー、Umarex社が製造・販売しているHK416のコピー（レプリカ）モデル。メーカーの公式な製品名は「H&K 416 .22 LR」であるが、カービンモデルのレシーバーの刻印からHK416Dと通称されていることが多い。
使用弾薬は.22LR（22口径ロングライフル弾）となっているコピーモデルではあるが、H&K社から正式なライセンスを所得しているためにレシーバーには「HK」のロゴマークが入れられている。Umarex社は現在ではWALTHER（ワルサー）社の親会社であるため、生産はワルサー社で行われており、「WALTHER」ブランドでも販売されている。
基本的に民間市場のみを対象とした製品のため、セミオートのみでフルオート機能はない。弾倉は30連バナナ型、20連バナナ型、10連箱型のものが用意されている（30連のものはオプション品の扱い）。
H&K 416 D145RS .22 LR
オリジナルのHK416の14.5インチ銃身モデルとほぼ同様の外観を持つピストルカービンモデル。
レシーバー左側面の刻印は「HK」ロゴに「HK 416 D｜cal. .22 L.R.HV」。
HK 416 D10RS .22 LR
10インチバレルを持つピストルカービンモデル。主にWALTHERブランドで発売されており、ワルサーでの商品名は「HK 416 D10RS, 20-round」となっている。
レシーバー左側面の刻印は「HK」ロゴに「HK 416 D｜cal. .22 L.R.HV」。
H&K 416 Pistol .22 LR
銃身を9インチとし、サプレッサー風（消音機能はない）のバレルカバーを装備して銃床を装着していないピストルモデル。
レシーバー左側面の刻印は「HK」ロゴに「「HK 416｜cal. .22 L.R.HV」となっている。

## 性能
| 型式名   | HK416                        | HK416                        | HK416                        | HK416                        | HK416                        | M27 IAR                      |
| 型式名   | C                            | D10RS                        | D14.5RS                      | D16.5RS                      | D20RS                        | M27 IAR                      |
| -------- | ---------------------------- | ---------------------------- | ---------------------------- | ---------------------------- | ---------------------------- | ---------------------------- |
| 使用弾薬 | 5.56x45mm NATO弾             | 5.56x45mm NATO弾             | 5.56x45mm NATO弾             | 5.56x45mm NATO弾             | 5.56x45mm NATO弾             | 5.56x45mm NATO弾             |
| 銃身長   | 228mm                        | 264mm                        | 368mm                        | 419mm                        | 505mm                        | 420mm                        |
| 施条     | 6条右転, 1:7インチ           | 6条右転, 1:7インチ           | 6条右転, 1:7インチ           | 6条右転, 1:7インチ           | 6条右転, 1:7インチ           | 6条右転, 1:7インチ           |
| 作動機構 | ショートストロークピストン式 | ショートストロークピストン式 | ショートストロークピストン式 | ショートストロークピストン式 | ショートストロークピストン式 | ショートストロークピストン式 |
| 閉鎖機構 | ロータリーボルト式           | ロータリーボルト式           | ロータリーボルト式           | ロータリーボルト式           | ロータリーボルト式           | ロータリーボルト式           |
| 発射速度 | 650〜900発/分                | 650〜900発/分                | 650〜900発/分                | 650〜900発/分                | 650〜900発/分                | 650〜900発/分                |
| 装弾数   | 30発（STANAG マガジン）      | 30発（STANAG マガジン）      | 30発（STANAG マガジン）      | 30発（STANAG マガジン）      | 30発（STANAG マガジン）      | 30発（STANAG マガジン）      |
| 全長     | 560-690mm                    | 700-796mm                    | 804-900mm                    | 855-951mm                    | 941-1,037mm                  | 840-940mm                    |
| 重量     | 3,090g                       | 3,270g                       | 3,740g                       | 3,810g                       | 4,105g                       | 3,850g                       |

## 使用国
| 国             | 組織名称 | モデル                | 数量                  | 導入年月                                                                             | 出典・参照元         |
| -------------- | --- | --------------------- | --------------------- | ------------------------------------------------------------------------------------ | -------------------- |
| アルバニア     | アルバニア警察 テロ対策特殊部隊（Reparti i Neutralizimit të Elementit të Armatosur ose shkurt, RENEA）                       | HK416                 | 実地試験用に少数      | -                                                                                    | [ 16 ]               |
| オーストラリア | オーストラリア国防軍 特殊作戦軍（Special Operations Command, ADF）                                                           | D10RS                 | 実地試験用に少数      | -                                                                                    | [ 17 ]               |
| ブラジル       | ブラジル連邦警察（Departamento de Polícia Federa）                                                                           | HK417                 | -                     | 2012年                                                                               | [ 19 ]               |
| ブラジル       | ブラジル連邦警察 戦術作戦部隊（Comando de Operações_Táticas, C.O.T）                                                         | HK416                 | -                     | -                                                                                    | [ 20 ]               |
| クロアチア     | クロアチア陸軍 特殊戦大隊 （Bojna za specijalna djelovanja, BSD）                                                            | D14.5RS               | 12丁（第1期導入数）   | 2013年3月より導入                                                                    | [ 21 ]               |
| フランス       | フランス陸軍 | HK416F                | 93080丁               | 2017年より正式採用                                                                   | [ 22 ]               |
| フランス       | フランス陸軍 第1海兵歩兵落下傘連隊                                                                                           | HK416                 | -                     | -                                                                                    | [ 23 ]               |
| フランス       | フランス空軍 第10落下傘コマンドー（CPA 10）                                                                                  | HK416/HK417           | -                     | -                                                                                    | [ 24 ]               |
| フランス       | 治安介入部隊（GIGN） | HK416/HK417           | -                     | -                                                                                    | [ 25 ] [ 出典無効 ]  |
| フランス       | 国家憲兵隊空挺介入中隊（EPIGN）                                                                                              | HK416                 | -                     | -                                                                                    | -                    |
| フランス       | 国家警察特別介入部隊（RAID）                                                                                                 | HK416/HK417           | -                     | -                                                                                    | [ 26 ]               |
| ドイツ         | ドイツ陸軍 特殊戦団（KSK）                                                                                                   | HK416                 | -                     | -                                                                                    | [ 27 ]               |
| ドイツ         | ドイツ連邦警察局（BPOL） GSG-9                                                                                               | HK416                 | -                     | -                                                                                    |                      |
| ジョージア     | グルジア軍特殊作戦旅団（სპეციალური დანიშნულების ბრიგადა）                                                                    | HK416                 | -                     | -                                                                                    | [ 28 ]               |
| インドネシア   | インドネシア海軍テロ対策特殊部隊（Detasemen Jala Mengkara, Denjaka）                                                         | HK416/D14.5RS+AG416   | -                     | -                                                                                    | [ 29 ]               |
| インドネシア   | インドネシア国家警察 第88特別支隊（デルタ88）（Detasemen Khusus 88 atau, Densus 88）                                         | HK416                 | -                     | -                                                                                    | [ 27 ]               |
| アイルランド   | アイルランド陸軍レンジャー部隊（Sciathán Fiannóglaigh an Airm, SFA）                                                         | HK416/HK417           | -                     | -                                                                                    | [ 30 ]               |
| アイルランド   | アイルランド治安防衛団（アイルランド警察）緊急事態対応部隊（[[:en:Garda_Emergency_Response_Unit\|Aonad Práinnfhreagartha]]） | HK416/HK417           | -                     | -                                                                                    | [ 30 ]               |
| イタリア       | イタリア陸軍第9落下傘強襲連隊                                                                                                | HK416/HK417           | -                     | -                                                                                    | [ 27 ]               |
| イタリア       | イタリア海軍 潜水奇襲攻撃部隊（COMSUBIN）                                                                                    | HK416                 | -                     | -                                                                                    | [ 20 ]               |
| イタリア       | カラビニエリ（国家治安警察隊）特殊介入部隊（GIS）                                                                            | HK416/HK417           | -                     | -                                                                                    | [ 20 ]               |
| ヨルダン       | ヨルダン軍統合特殊作戦軍 | HK416                 | -                     | -                                                                                    | [ 31 ]               |
| 日本           | 陸上自衛隊 | HK416/HK417           | -                     | -                                                                                    | [ 32 ] [ 9 ]         |
| 日本           | 海上自衛隊特別警備隊 | HK416                 | -                     | -                                                                                    | [ 33 ] [ 34 ]        |
| 日本           | 警察特殊急襲部隊（SAT） | HK416                 | -                     | -                                                                                    | [ 10 ] [ 注釈 30 ]   |
| リトアニア     | リトアニア特殊作戦部隊（Lietuvos Specialiųjų Operacijų Pajėgos）                                                             | HK416                 | -                     | -                                                                                    | [ 35 ]               |
| コソボ         | コソボ警察 特別介入部隊（NJSI）                                                                                              | HK416                 | -                     | -                                                                                    | [ 20 ]               |
| 韓国           | 大韓民国海軍特殊戦旅団（UDT/SEALs） 大統領警護隊                                                                             | HK416                 | -                     | -                                                                                    | [ 36 ] [ 出典無効 ]  |
| マレーシア     | マレーシア海軍海上テロ対策特殊部隊（Pasukan Khas Laut, PASKAL）                                                              | HK416 D16.5RS /HK417  | 180 /狙撃銃として使用 | 2010年                                                                               | [ 37 ] [ 38 ] [ 39 ] |
| マレーシア     | マレーシア国家警察 特殊作戦司令部（Pasukan Gerakan Khas, PGK）                                                               | D10RS D14.5RS         | -                     | -                                                                                    | [ 40 ]               |
| オランダ       | オランダ陸軍コマンドー軍団（Korps Commandotroepen, KCT）                                                                     | D10RS D14.5RS         | -                     | 2010年7月                                                                            | [ 41 ]               |
| オランダ       | オランダ海兵隊 海洋介入部隊（Unit Interventie Mariniers, UIM）                                                               | D10RS D14.5RS         | -                     | 2010年7月                                                                            | [ 42 ]               |
| オランダ       | オランダ海兵隊 海上特殊作戦部隊（Netherlands Maritime Special Operations Forces, NLMARSOF）                                  | D10RS D14.5RS         | -                     | 2010年7月                                                                            | [ 43 ]               |
| オランダ       | オランダ王立保安隊 特別防護任務旅団（Brigade Speciale Beveiligingsopdrachten, BSB）                                          | D10RS D14.5RS         | -                     | 2010年7月                                                                            | [ 44 ] [ 45 ]        |
| ノルウェー     | ノルウェー軍 ノルウェー郷土防衛隊                                                                                            | HK416N 及びHK417      | 89,000（HK416N）      | 2010年よりAG-3の更新用としてHK416Nの導入を開始 マークスマンライフルとしてHK417を使用 | [ 46 ] [ 47 ]        |
| ポーランド     | ポーランド特別軍緊急対応作戦グループ（Jednostka Wojskowa GROM）                                                              | D10RS D165RS          | -                     | 2008年                                                                               | [ 48 ]               |
| ポーランド     | ポーランド特別軍コマンド部隊（Jednostka Wojskowa Komandosów, JWK）                                                           | D145RS D165RS         | -                     | 2009年                                                                               | [ 49 ]               |
| ポーランド     | ポーランド警察 対テロ部隊（Samodzielny_Pododdział_Antyterrorystyczny_Policji, SPAP）                                         | HK416/HK417           | -                     | -                                                                                    | [ 50 ]               |
| フィリピン     | フィリピン海兵隊武装偵察大隊（Force Recon Battalion）                                                                        | D10RS + AG416 D14.5RS | -                     | 2010年                                                                               | [ 51 ]               |
| セルビア       | セルビア軍特殊旅団（Специјална бригада）                                                                                     | HK416                 | -                     | 2010年                                                                               | [ 52 ]               |
| シンガポール   | シンガポール海軍 | HK416                 | -                     | 2013年                                                                               | [ 53 ] [ 54 ]        |
| シンガポール   | シンガポール軍特殊作戦部隊（SOF）                                                                                            | HK416                 | -                     | -                                                                                    | [ 20 ]               |
| シンガポール   | シンガポール軍コマンド大隊（Singapore Armed Forces Commando Formation, CDO FN）                                              | HK416                 | -                     | -                                                                                    | -                    |
| スロバキア     | スロバキア軍 第5特殊部隊連隊（5. pluk špeciálneho určenia, 5.PŠU）                                                           | HK416                 | -                     | 2010年                                                                               | [ 55 ]               |
| トルコ         | トルコ陸軍特殊部隊コマンド                                                                                                   | HK416                 |                       | 2010年                                                                               | [ 56 ]               |
| アメリカ合衆国 | アメリカ陸軍第1特殊作戦部隊デルタ分遣隊（デルタフォース）                                                                    | HKM4/HK416 D10RS 他   | -                     | 2004年（HKM4） 2007年（HK416）                                                       | [ 57 ]               |
| アメリカ合衆国 | アメリカ陸軍非対称戦群 | HK416                 | -                     | 2008年                                                                               | [ 58 ]               |
| アメリカ合衆国 | アメリカ海軍特殊戦コマンド（Navy SEALs DEVGRU）                                                                              | HK416                 | -                     | -                                                                                    | [ 2 ]                |
| アメリカ合衆国 | アメリカ海兵隊 | M27 IAR               | 4476                  | 2010年制式採用 2011年より部隊配備開始                                                | [ 59 ]               |
| アメリカ合衆国 | NASA 危機対処チーム（Emergency Response Team, ERT）                                                                          | HK416                 | -                     | -                                                                                    | [ 60 ]               |
| アメリカ合衆国 | アメリカ合衆国議会警察封じ込めと危機対応チーム（Containment and Emergency Response Team, CERT）                              | HK416                 | -                     | -                                                                                    | [ 61 ]               |
| アメリカ合衆国 | 運輸保安庁（Transportation Security Administration, TSA）                                                                    | D10RS                 | -                     | -                                                                                    | [ 62 ]               |
| アメリカ合衆国 | 連邦捜査局（FBI） 人質対応部隊（Hostage Rescue Team, HRT）                                                                   | HK416                 | -                     | -                                                                                    | [ 63 ]               |
| アメリカ合衆国 | ロサンゼルス市警察 SWAT（LAPD SWAT）                                                                                         | HK416D                | -                     | -                                                                                    | [ 64 ]               |

## ギャラリー

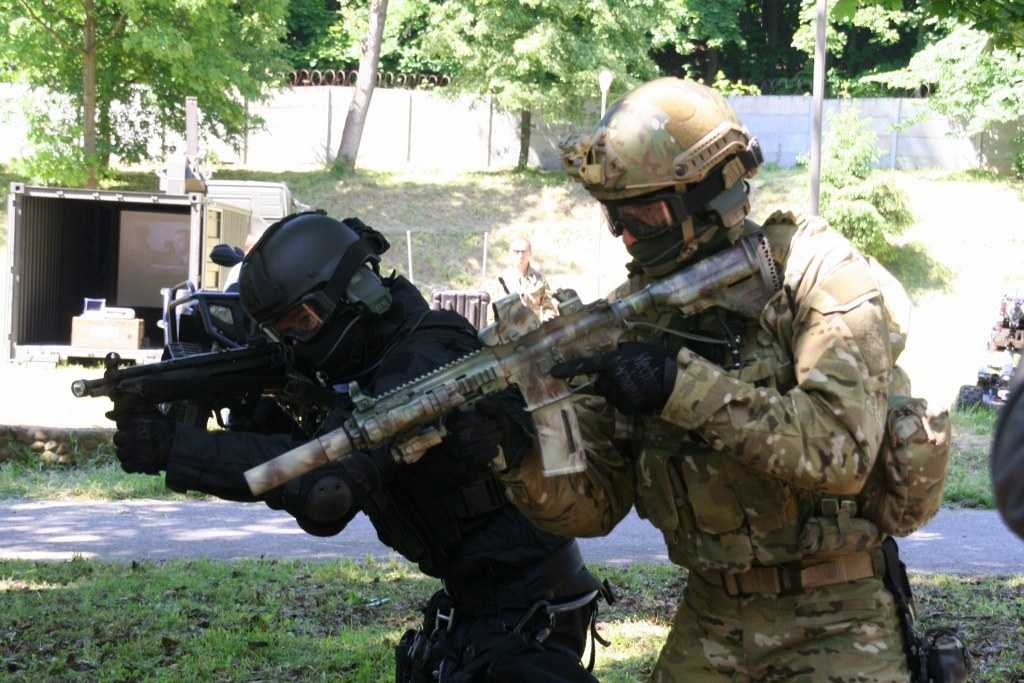
サプレッサーを装着、全体に迷彩塗装を施したHK416を使用するポーランド軍特殊部隊GROMの隊員
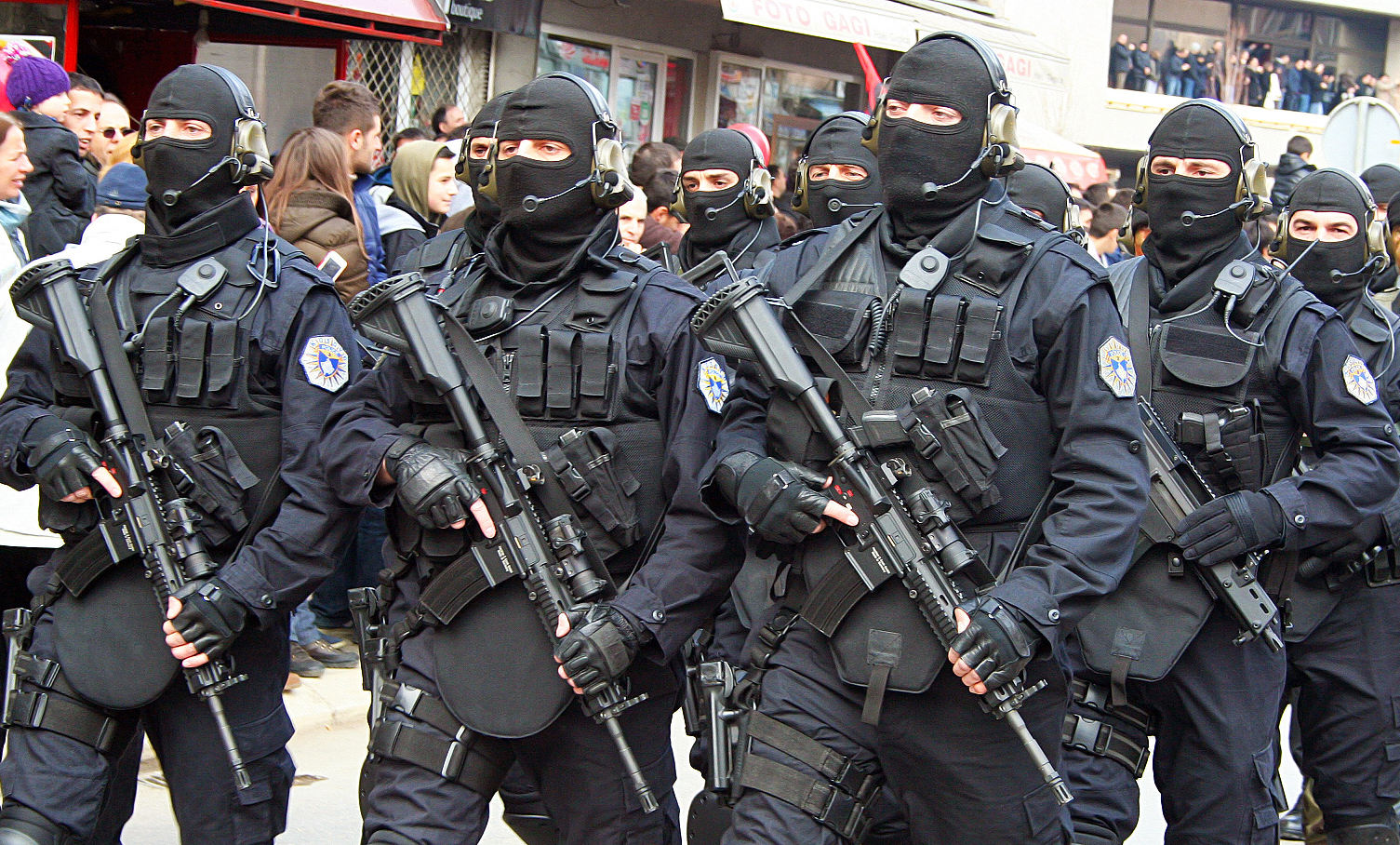
HK416を装備してパレードに参加したコソボ警察 特別介入部隊（NJSI）の隊員
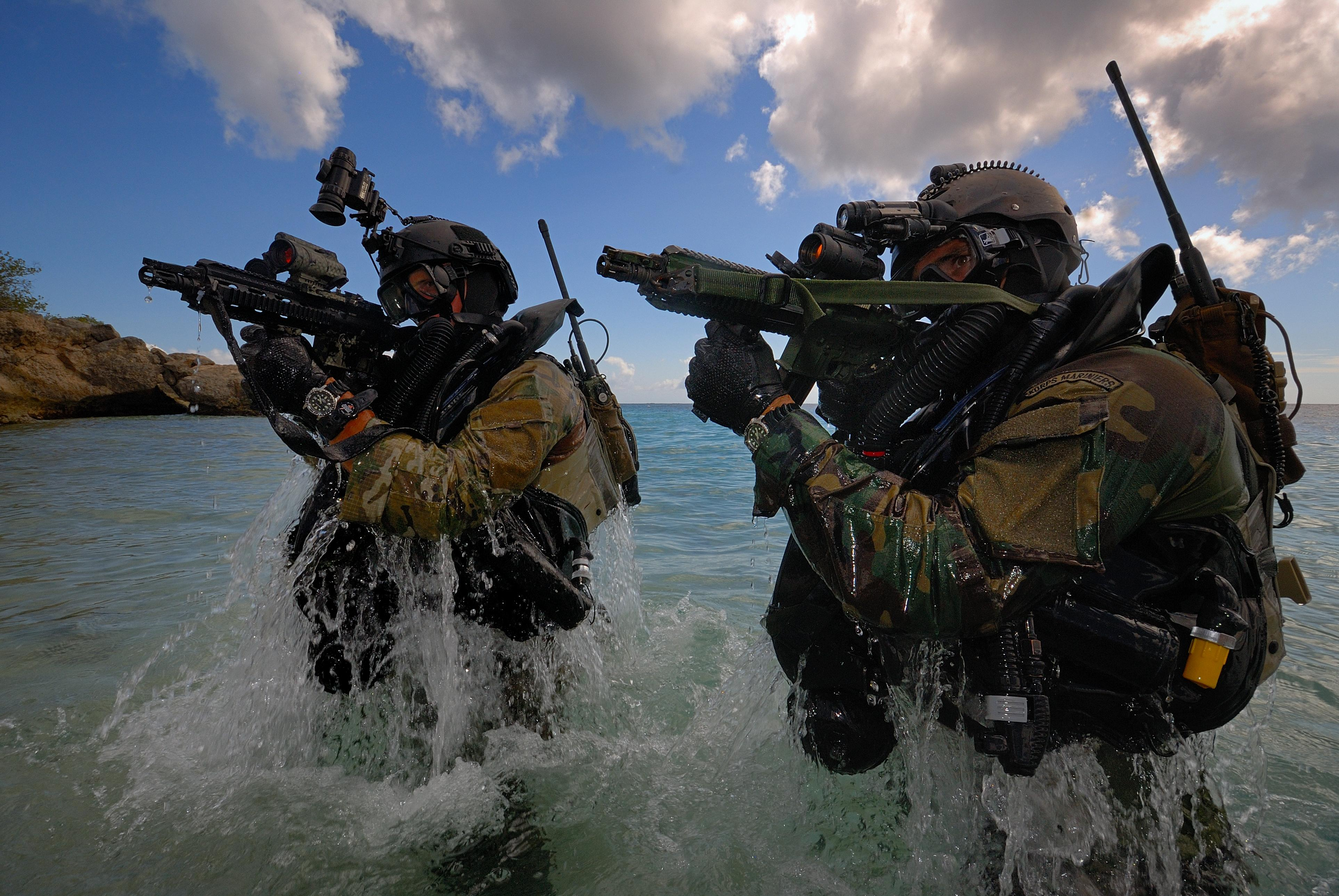
HK416を所持するオランダ海兵隊のフロッグマン
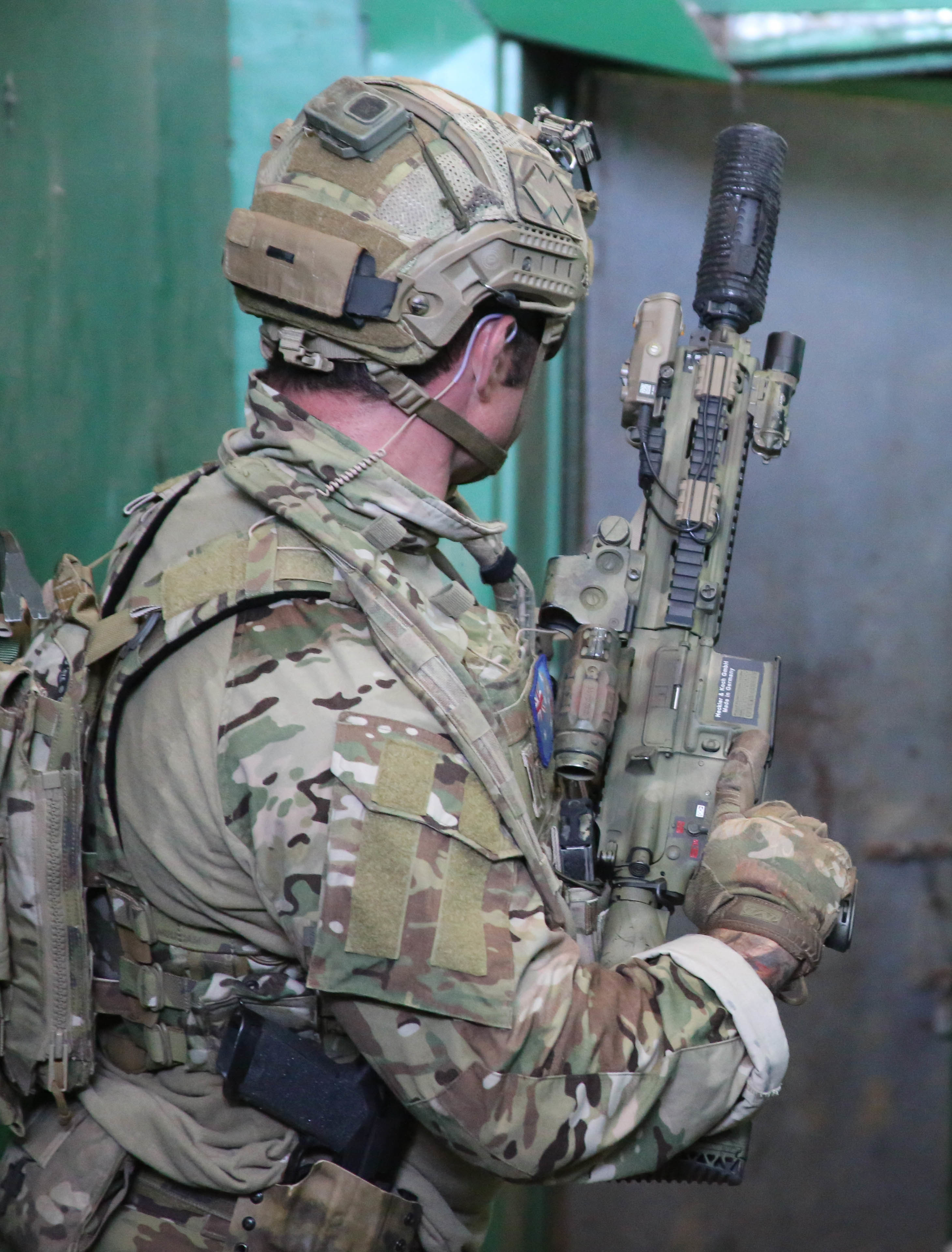
演習中にサプレッサーを装着したHK416を装備するオーストラリア国防軍の兵士

## 登場作品

### 映画・テレビドラマ
『24 -TWENTY FOUR-』
season VIII（シーズン8）にてCTU ニューヨーク支局の武器庫に保管されている。また、IRKの工作員が使用する。
『G.I.ジョー』
暗視装置などのアクセサリーパーツを装着した10インチバレルモデルが登場。
『REDリターンズ』
ジャック・ホートンとその部下が10インチバレルモデルを使用する。
『S.W.A.T.』
主人公のSWAT隊員達が416Dの10インチモデルを使用。各隊員によって異なるオプションパーツを装着している。新人隊員であるストリートはA5、クリスはM4カービンのロアレシーバーに416のアッパーレシーバーを組み込んだものを使用している。シーズン3以降はTaran Tactical Innovationsのベースパッドがマガジンに装着され、シーズン6ではモデルがA5に統一された。
『イコライザー』
クライマックスの戦闘でロシアン・マフィアが使用。10インチバレルモデルにサプレッサー、AN/PVS-14 MNVD暗視装置、ドットサイトが装着されており、マグプル製CTRタイプのストックが装着されている。
『今、私たちの学校は…』
エピソード12に登場。ゾンビの蔓延したヒョサン市及びヤンドン市の周辺を警備していた、特殊部隊員らしき一部の韓国兵が、フォアグリップやサプレッサーなどを付けた本銃を装備していた。発砲シーンはない。なお、同シーンに登場した通常の韓国陸軍兵士らはK2 (ライフル)を装備している。
『ウインド・リバー』
掘削所警備員の1人が10インチバレルモデルのホロサイト装備した物を使用。
『美しい彼』
ドラマ版にて平良が空想時に使用。
『エンド・オブ・ホワイトハウス』
ホワイトハウス北庭の銃撃戦にて、北朝鮮テロリストの狙撃手がドットサイトとサプレッサーを装着したものを使用。ペンシルベニア大通りから銃撃する警官を狙撃する。
『エンド・オブ・キングダム』
主人公マイク・バニングが大統領救出の為にテロリストのアジトに突入する際にACOG、タクティカルライト一体型フォアグリップを装着した10インチバレルモデルを使用。またSAS隊員とMI6の隠れ家を急襲したテロリストも同型を使用。
『エンド・オブ・ステイツ』
護送車銃撃戦にて銃撃グループがTA31 RMRマウント、surefire製タクティカルライト装備した10インチバレルモデルを使用。主人公マイク・バニングも襲撃グループから奪い手錠を外すのにアッパーレシーバーを使用。
『仮面ライダーアマゾンズ』
黒崎武が使用する。プロップは東京マルイ製の次世代電動ガンが使用されている。
『キャッシュトラック』
警備会社内部の銃撃戦で現金輸送車襲撃犯のリーダー、ジャクソンとトムがACOG装備した10インチバレルモデルを使用。
『キングスマン』
マーリンが10インチバレルモデルを使用。また、キングスマンの武器庫に保管されている。
『グランツーリスモ』
フランス軍兵士がホログラフィックサイト装着した物使用。
『ザ・アウトロー』
強盗団のリーダー、レイ・メリーメンがEOTechEXPS3ホロサイト、DBAL-A2、M4タイプのストックを装備した10インチバレルモデルを使用。
『ザ・タウン』
ベン・アフレック演じる主人公、ダグとその相棒、ジャムが10インチバレルモデルを使用。マガジンをテープで2個繋げたものが使用されている。
『ザ・ラストシップ』
トラヴィス・ヴァン・ウィンクル演じるNavy SEALs山岳戦部隊隊長、ダニー・グリーン大尉がメインウェポンとして愛用。そのほか、幾つかのシーンで登場する。
『ザ・レイド』
SWATの主力装備としてサプレッサー付き14.5インチバレルモデルが登場。プロップにはWE-Tech製のガスブローバックガンが使用されている。
『ジョン・ウィック』
キアヌ・リーブス演じる主人公、ジョン・ウィックがクローンモデルであるCoharieArms CA-415を使用。ドットサイトとフォアグリップが装着されている。
『ゼロ・ダーク・サーティ』
SEALs チーム6の隊員が10インチバレルモデルを使用する。
サプレッサーのほか、AN/PAQ-15 レーザー照射装置・XPS3 ホロサイトが装着されており、マガジンおよびフォアグリップとストックはマグプル社製のものが使われている。プロップはMR556A1をモックアップしたものでフルオートシアピンがない。
『ターミネーター4』
ジョン・コナーが作品の中盤まで、C-more ドットサイトとフラッシュライトが装着されている14.5インチバレルモデルを使用する。
当作に登場したことが、本銃の存在が広く知られるきっかけとなった。
『ネイビーシールズ: チーム6』
「海神の槍作戦」を実行するDEVGRUがEOTech ホロサイト、フラッシュライト、サプレッサー、フォアグリップを装着したものを使用する。
『バトルシップ』
ミック中佐が道路封鎖のために駐車していたパトロールカー仕様のジープ・ラングラー内にあった物を借用する。
『ハンコック』
銀行強盗犯、レッドが14.5インチバレルモデルにH&K AG36 グレネードランチャーを装着したものを使用する。
『ブラック&ホワイト』
サルコジの一味が使用。証拠品として一味が落としたものを拾うも、奪われてしまう。また、チェン・リンも使用。

### 漫画・アニメ
『S -最後の警官-』
テロ組織「アルタイル」が主力兵装としてMP7と共に使用。作中では米軍内の内通者が日本に持ち込んだのではないかと推測されている。
『ゲート 自衛隊 彼の地にて、斯く戦えり』
漫画版で特殊作戦群がホロサイト、AN/PEQ-15 レーザーサイト、タクティカルライト、グリップポッド(アングルドフォアグリップの時も有)、サプレッサーを装着した物をM4カービンと共に使用する。アニメ版でもアーチャー（H&K HK417を使用）以外の隊員が使用する。
『魔法少女特殊戦あすか』
魔法少女ジャストコーズ☆ミアが使用。

### 小説
『バイオハザード: ヴェンデッタ』
ノベライズ版に登場。ニューヨーク市での大規模バイオテロを受けて出動したニューヨーク市警察の特殊部隊、緊急対策ユニットESUがa-ウイルス感染者に対して使用。また、主人公の一人であるクリス・レッドフィールドが、本銃にM320 グレネードランチャーを取り付けて使用する。

### ゲーム
『Alliance of Valiant Arms』
ライフルマンのメイン武器として登場。ユーロ（ゲーム内仮想通貨）にて販売しており、伍長5以上で購入・装備できる。標準装備のドットサイトはACOGスコープなどに換装可能。ほかにもレーザーサイトやバレルなどのカスタムパーツがある。
『BLACKSHOT』
通常モデルのほか、銃グラフィックのテクスチャを変更した特別バージョンも登場していた（迷彩塗装テクスチャが施された「HK-416F（Forest）」など）。
『DISASTER DAY OF CRISIS』
レイモンド・ブライスが使用。
『OPERATION7』
メイン武器の1つとして登場。M4のグリップを付け替えることでHK416として使用でき、M4と同じパーツを使用できる。
『Paperman』
『PAYDAY2』
DLCを導入することで使用可能。「Bootleg」の名称で416Cが登場する。C-MAGを標準装備しており、無改造でも100連射が可能というとんでもない仕様になっている。
『PLAYERUNKNOWN'S BATTLEGROUNDS』
「M416」の名称で登場。
『SOCOM: U.S. Navy SEALs Portable』
キャンペーンやカスタムミッションなどで「416」の名称で登場。ACOGスコープなどのスコープやレーザーサイト、M203・M870などのパーツも取り付けできる。
『surviv.io』
「M416」の名称で登場。かつては実銃と同じ「HK416」という名だった。
『アンチャーテッド 砂漠に眠るアトランティス』
「M9」の名称で登場する。
『ウォッチドッグス』
「416」の名称で登場。
『カウンターストライクオンライン』
ゲーム内の通貨で購入可能。規制レベル以上にならないと使用できない。性能はM4とあまり変わらない。サプレッサー脱着可能。
『グランド・セフト・オートV』
「カービンライフル」の名称で登場。主にN.O.O.S.Eのほか、FIB、IAAなどが所持。ダニエルディフェンスのM4 ISRやVLTOR製のアッパーレシーバーのデザインを組み合わせた架空モデルである。
『コール オブ デューティ ブラックオプス3』
「ICR-1」の名称で近代化改修を施したものが登場する。ゲーム内には実銃そのままのデザインの416のモデリングも存在しており、一部のマップやミッションで使用はできないがオブジェクトとして配置されている。
『スプリンターセル ブラックリスト』
中盤-終盤のアサルトライフルとして使用可能。拡張マガジン装着で60発装填可能。
『Devil's Third』
「M616」の名称で登場。
『ドールズフロントライン』
星5戦術人形、「416」の名称で登場。メインストーリーに於いて「UMP45」率いるPMC・グリフィン社の非正規特殊部隊、「404小隊」のメンバーの1人となっている。またディビジョンとのコラボイベント、「闇懸金」では別ユニットとしてEXTRA戦術人形、「エージェント416」として登場するが、彼女が持ってる銃はPOF-USA社がAR-15をベースに独自のショートストロークガスピストン式に改良したP416である。
『バトルフィールドシリーズ』
『Project Reality（BF2）』
オランダ軍のブリーチャーの装備として登場。
『BFBC』
キャンペーンでアメリカ軍の主力ライフルとして「M416」の名称で10インチモデルが登場。マルチプレイでも米軍陣営時に突撃兵を選択することで使用可能。M203を標準装備。
『BFBC2』
マルチプレイにのみ「M416」の名称で10インチモデルが登場。M203が標準装備されており、ドットサイトやスコープも装着可能。キャンペーンでは主力ライフルの座をXM8に譲っている。
『BF3』
「M416」の名称で10インチモデルが登場。M320やM26 MASS、ドットサイト、スコープなどのアクセサリーを装着可能。
『BF4』
前作に続き、「M416」の名称で登場。
『BFH』
アサルトライフルの部門として「M416」の名称で登場。マルチプレイでは犯罪者側の武器となる。
『フォートナイト』
H&K HK416をモデルとし【タクティカルアサルトライフル】という名称で登場。アサルトライフルと表記されるが、小口径弾を消費するため、SMGとアサルトライフルの中間、小口径アサルトライフルである。30発のマガジンがあるため便利に使うことが可能。だが最近は保管庫へ保存されていて、実際のマッチでは使うことができない。だがクリエイティブでは使える。
『ブルーアーカイブ -Blue Archive-』
鰐渕アカリがM320グレネードランチャーを装着したモデルを使用しており、丹花イブキやゲヘナ学園の一般生徒が所持している他、ミレニアムサイエンススクール所属の各務チヒロはM27IARを使用している。
『メダル・オブ・オナーシリーズ』
『メダル・オブ・オナー ウォーファイター』
「アサルトライフル」のカテゴリーでHK416CおよびHK416Dが登場。
『レインボーシックス シージ』
ドイツの特殊部隊GSG9出身のオペレーター「JÄGER」のメインウェポンの一つとして「416-C CARBINE」の名称でHK416Cが登場。
『ArenaBreakOut』
H416という名前で登場。